# Ischnochiton intermedius
Ischnochiton intermedius är en blötdjursart som beskrevs av Hedley och Hull 1912. Ischnochiton intermedius ingår i släktet Ischnochiton och familjen Ischnochitonidae. Inga underarter finns listade i Catalogue of Life.